# Bernardo Fernandes da Silva
Bernardo Fernandes da Silva (nacido el  de 1965) es un exfutbolista brasileño que se desempeñaba como centrocampista. Jugó 5 veces para la selección de fútbol de Brasil.

## Trayectoria

### Clubes
| Club                 | País     | Año         |
| -------------------- | -------- | ----------- |
| Marília              | Brasil   | ???? - 1985 |
| São Paulo            | Brasil   | 1986 - 191  |
| Bayern de Múnich     | Alemania | 1991        |
| Internacional        | Brasil   | 1992        |
| Santos               | Brasil   | 1992        |
| Club América         | México   | 1992        |
| Vasco da Gama        | Brasil   | 1993 - 1994 |
| Corinthians Paulista | Brasil   | 1995 - 1996 |
| Cerezo Osaka         | Japón    | 1995        |
| Atlético Paranaense  | Brasil   | 1997        |

### Selección nacional
| Selección | País   | Año  |
| --------- | ------ | ---- |
| Absoluta  | Brasil | 1989 |

## Estadística de equipo nacional
| Selección de fútbol de Brasil | Selección de fútbol de Brasil | Selección de fútbol de Brasil |
| Año                           | Partidos                      | Goles                         |
| ----------------------------- | ----------------------------- | ----------------------------- |
| 1989                          | 5                             | 0                             |
| Total                         | 5                             | 0                             |